# Повесть о коммунисте
«По́весть о коммуни́сте» — советский биографический фильм о Генеральном секретаре ЦК КПСС Л. И. Брежневе 1976 года. Режиссёры — Игорь Бессарабов, Александр Кочетков.

## Сюжет
Фильм показывает жизнь Брежнева «на работе и дома», рассказывает о его судьбе: от сына простого рабочего-металлурга Леонид Ильич прошёл путь до Генерального секретаря ЦК КПСС, Маршала Советского Союза и Верховного Главнокомандующего Вооруженными силами СССР. В картине использованы уникальные хроникальные материалы Центрального государственного архива кинофотодокументов СССР, Госфильмофонда СССР и Фотохроники ТАСС.

## Над фильмом работали
- Автор сценария — Леонид Замятин, Виталий Игнатенко
- Режиссёры — Игорь Бессарабов, Александр Кочетков
- Оператор — Александр Кочетков
- Редактор — Н. Персидская
- Редактор кинолетописи — А. Сум-Шик
- Диктор — Иннокентий Смоктуновский
- Музыка — Александр Холминов
- Звукооператор — И. Воскресенская
- Ассистенты режиссёра — Л. Жукова, Т. Чистякова
- Директор — Н. Скобелева

## В фильме снимались
- Л. И. Брежнев
- Н. В. Подгорный
- М. А. Суслов
- Д. Ф. Устинов
- А. А. Громыко
- А. Я. Пельше
- К. Т. Мазуров
- В. В. Гришин
- Ю. В. Андропов
- Н. А. Злобин
- П. Н. Коробова
- Л. М. Картаузов
- Густав Гусак
- Жискар д’Эстен
- Урхо Кекконен
- Тодор Живков
- Иосип Броз Тито
- Янош Кадар
- Юмжагийн Цеденбал
- Эдвард Герек
- Николае Чаушеску

## Отзывы современников
…я как сейчас помню те юбилейные торжества и этот фильм. Почему-то больше всего врезался в память сдавленный голос покойного Иннокентия Смоктуновского, который читал закадровый текст к фильму словно с трудом, превозмогая стыд. Действительно, тогда было очень стыдно.
— Евгений Киселёв, Газета.Ru, 2006

…Предполагалось сделать такой фильм в одном экземпляре, чтобы показать в домашнем кругу… Идею взялись осуществить замечательные режиссеры-документалисты А. Кочетков и И. Бессарабов… Встал вопрос, а кто будет наш текст озвучивать. На счастье, увидели на студии Иннокентия Смоктуновского… Смоктуновский дал фильму доверительную душевную окраску. Киноленту послали юбиляру. Ему вроде бы понравилось. А дальше фильм начал жить самостоятельной жизнью. Видимо, его посмотрел еще кто-то из министерства культуры или выше. И пошли по всей стране премьерные показы нашей «Повести о коммунисте». Фильм ожидали огромные тиражи. Такого разворота мы с Замятиным и не предполагали…— Виталий Игнатенко, Коммерсантъ